# Суринамско-французские отношения
Суринамско-французские отношения — двусторонние дипломатические отношения между Суринамом и Францией. Протяжённость государственной границы между странами составляет 556 км.

## История
Во время Гражданской войны в Суринаме (1986—1992) несколько тысяч беженцев прибыли во Французскую Гвиану, многие из них остались в этой стране и после окончания конфликта в Суринаме. Французы стараются снизить уровень трансграничной теневой экономики и урегулировать вопрос нелегальной иммиграции из Суринама и Гайаны.
Между странами существует ряд спорных вопросов по принадлежности территории вдоль трансграничной реки Марони.
В 2011 году Суринам открыл посольство в Париже.

## Экономические отношения
Франция является четвертым европейским поставщиком товаров для Суринама (0,9 % доли рынка). Французские компании поставляют Суринаму ирригационное оборудование, осуществляют транспортировку суринамских товаров в Европу.